# 1963 en architecture
| Années de l'architecture : 1960 - 1961 - 1962 - 1963 - 1964 - 1965 - 1966    |
| Décennies de l'architecture : 1930 - 1940 - 1950 - 1960 - 1970 - 1980 - 1990 |

Cet article présente les faits marquants de l'année 1963 en architecture.

## Réalisations
- 7 mars : ouverture du Pan Am Building (aujourd'hui MetLife Building) dans Manhattan à New York.
- avril : achèvement de l'église Saint-Julien de Caen par Henry Bernard.
- novembre : ouverture du Waimalu Shopping Center, centre commercial à Waimalu, dans le comté d'Honolulu, à Hawaï.
- Montréal : achèvement de la Tour de la Bourse de Luigi Moretti et Pier Luigi Nervi.
- Inauguration de la maison de Radio France à Paris 16e construite par Henry Bernard.
- Construction de la Bankside Power Station à Londres par Giles Gilbert Scott. L'usine sera reconvertie à partir de 2000 par Herzog & de Meuron en Tate Modern.
- Construction de la Millbank Tower au cœur de Londres.
- Ouverture de la tour de télévision de Léningrad en URSS.
- Construction de la tour de la Bourse à Montréal par Luigi Moretti et Pier Luigi Nervi.
- Construction du Humble Building (aujourd'hui Exxon Building) à Houston.
- Construction de la tour du port de Kobe au Japon.

## Événements
- Début du chantier de la tour Ostankino à Moscou dessinée par Nikolai Nikitin.
- Début du chantier de l'université d'East Anglia à Norwich au Royaume-Uni dessinée par Denys Lasdun.

## Récompenses
- AIA Gold Medal : Alvar Aalto.
- RAIA Gold Medal (en) : Arthur George Stephenson (en).
- Royal Gold Medal : William Holford.
- Prix de Rome : Jean-Louis Girodet.

## Naissances
- x

## Décès
- 5 avril : Jacobus Johannes Pieter Oud (° 9 février 1890).
- 4 octobre : Alar Kotli, architecte estonien (° 27 août 1904).